# Dugway
Dugway es un lugar designado por el censo (census-designated place o CDP) en el condado de Tooele, estado de Utah, Estados Unidos. Según el censo de 2000, la población era de 2016, con un pequeño incremento respecto a 1990, cuando tenía 1.761 habitantes. 
En Dugway está el polígono para pruebas del ejército de Estados Unidos. La zona residencial donde viven militares y civiles es conocida como la villa inglesa.
Es la base militar más grande y secreta de Estados Unidos.

## Geografía
Dugway se encuentra en las coordenadas 40°13′52″N 112°45′5″O / 40.23111, -112.75139.
Según la oficina del censo de Estados Unidos, el CPD tiene una superficie total de 13,5 km². No tiene superficie cubierta de agua.

## Demografía
Según el censo de 2000, había 2016 habitantes, 343 casas y 263 familias residían en el CPD. La densidad de población era 149,7 habitantes/km². Había 572 unidades de alojamiento con una densidad media de 42,5 unidades/km².
La máscara racial del CPD era 63,10% blanco, 15,03% afroamericano, 8,43% indio americano, 2,83% asiático, 0,50% de las islas del Pacífico, 1,88% de otras razas y 8,23% de dos o más razas. Los hispanos o latinos de cualquier raza eran el 5,75% de la población.
Había 343 casas, de las cuales el 51,0% tenía niños menores de 18 años, el 66,5% eran matrimonios, el 6,1% tenía un cabeza de familia femenino sin marido, y el 23,3% no eran familia. El 21,9% de todas las casas tenían un único residente y el 0,9% tenía sólo residentes mayores de 65 años. El promedio de habitantes por hogar era de 3,01 y el tamaño medio de familia era de 3,59.
El 34,4% de los residentes era menor de 18 años, el 33,4% tenía edades entre los 18 y 24 años, el 21,6% entre los 25 y 44, el 10,1% entre los 45 y 64, y el 0,5% tenía 65 años o más. La media de edad era 20 años. Por cada 100 mujeres había 47,0 hombres. Por cada 100 mujeres de 18 años o más, había 48,5 hombres.
El ingreso medio por casa en el CPD era de 49.306$, y el ingreso medio para una familia era de 53.148$. Los hombres tenían un ingreso medio de 40.565$ contra 17.695$ de las mujeres. Los ingresos per cápita para el CPD eran de 11.023$. Aproximadamente el 5,4% de las familias y el 10,0% de la población estaban por debajo del nivel de pobreza, incluyendo el 15,7% de menores de 18 años a ningún mayor de 65.